# Mona Glass
Mona Glass (* 1967) ist eine deutsche Schauspielerin.

## Leben
2006 hatte Glass in dem Film Das Haus der schlafenden Schönen ihren ersten Auftritt. 2008 erhielt sie ihre erste Rolle in der Fernsehserie Unser Charly.

## Filmografie
- 2006: Das Haus der schlafenden Schönen
- 2008: Unser Charly (Fernsehserie, Folge 13x07)
- 2009: Der Alte (Fernsehserie, Folge 34x03)
- 2012: Alles Klara (Fernsehserie, Folge 1x05)